# Baad Bhanjyang
Baad Bhanjyang es un pueblo ubicado en el distrito de Katmandú, provincia de Bagmati, Nepal.

## Superficie
Cuenta con una superficie de 4,789 kilómetros cuadrados.

## Demografía
Datos hasta 2015
- Población: 10 378.[1]
- Densidad de población: 2,167.[1]
- Población masculina: 5156 (49,7%).[1]
- Población femenina: 5222 (50,3%).[1]